# La Catena della Solidarietà

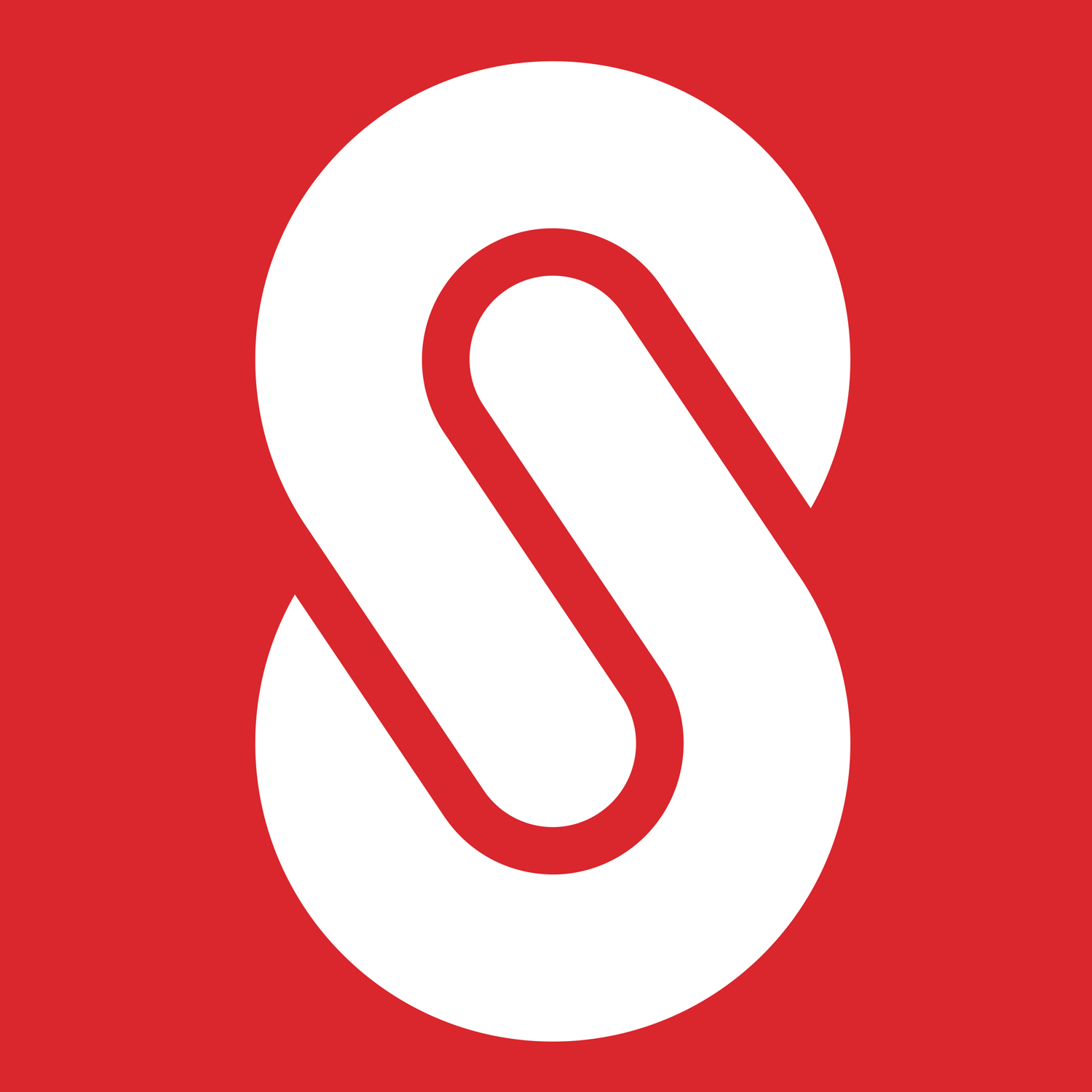
Logo Catena della Solidarietà

La Catena della Solidarietà (in francese Chaîne du Bonheur, in tedesco Glückskette, in romancio Chadaina da Fortuna e in inglese Swiss Solidarity) è un’organizzazione di raccolta fondi svizzera. Fondata nel 1946, è l’espressione della solidarietà della popolazione svizzera. Lancia appelli alle donazioni e raccoglie fondi a favore delle vittime di catastrofi naturali, conflitti nonché dell’aiuto all’infanzia e delle persone più vulnerabili in Svizzera. La Fondazione indipendente garantisce con grande trasparenza l’uso accurato ed efficace delle donazioni.

## Storia
1946 – La Catena della Solidarietà era all’origine un programma radiofonico che dall’emittente romanda Radio Sottens (oggi RTS) raccoglieva donazioni a favore delle vittime di catastrofi naturali e conflitti. Venne fondata dal giornalista radiofonico Roger Nordmann e dall‘animatore Jack Rollan nel 1946, quando l’Europa era ancora martoriata dalle conseguenze della Seconda Guerra Mondiale. Con il primo appello alle donazioni del 26 settembre 1946, essi volevano aiutare i bambini vittime della guerra; in effetti, nel dopoguerra in Svizzera molte persone vivevano in estrema povertà. Poco dopo venne lanciata la loro trasmissione radiofonica battezzata la «Chaîne du Bonheur» o «Catena della Solidarietà «Glückskette», poiché chi riusciva a realizzare un desiderio, poteva proporre la successiva buona azione, in modo da non interrompere la catena di solidarietà. La colonna sonora della trasmissione era «La Gavotte», il cui ritornello era: «Y'a du bonheur pour tout le monde!» (La felicità è per tutti!).
1947 – Sebbene la «Catena della Solidarietà» fosse stata creata per la radio della Svizzera romanda, un anno dopo venne trasmessa anche dagli studi di Basilea e Lugano, sollevando un’ondata di entusiasmo che ben presto conquistò tutta la Svizzera. Nella Svizzera tedesca, la «Catena della Solidarietà» lanciò la sua prima raccolta fondi il 19 ottobre 1947 a Basilea, a favore dei soldati svizzeri intossicati dall’olio delle mitragliatrici.
1948 – La «Catena della Solidarietà» venne ripresa anche da Radio Beromünster e da Radio Monte Ceneri, e trasmessa in tutta la Svizzera. Oltre alle tre emittenti radiofoniche svizzere, si unirono al progetto anche i media di Parigi, Trieste, Vienna, Monte Carlo e Baden-Baden. Lo stesso anno, furono avviate trattative con l’America per la creazione di una Catena della Solidarietà intercontinentale. Stando alle stime, nel 1949 le stazioni radiofoniche sarebbero state in grado di raggiungere circa 250 milioni di ascoltatori in Europa. La Catena della Solidarietà lanciò il suo primo appello alle donazioni, grazie al quale furono raccolti 80'000 franchi a favore delle vittime dell’esplosione che distrusse il deposito di munizioni e il villaggio di Mitholz.
1983 – Dal 1983, la Catena della Solidarietà è una Fondazione indipendente.
1991– Dal 1991 al 2010, nella Svizzera tedesca furono la voce e il volto di Roland Jeanneret a rappresentare la Catena della Solidarietà in occasione delle raccolte fondi. I media svizzeri lo hanno spesso definito «Mister Catena della Solidarietà».
2004 – Un terribile maremoto e uno tsunami distrussero gran parte del sud-est asiatico, provocando oltre 110’000 feriti, e lasciando senza un tetto sopra la testa oltre 1,7 milioni di abitanti lungo le coste dell’Oceano indiano. Lo slancio di solidarietà dimostrato dalla popolazione svizzera fu incredibile: nel dicembre 2004 vennero donati 227,7 milioni di franchi a favore delle vittime di questa catastrofe.
2008 – La Catena della Solidarietà fondò Emergency Appeals Alliance (EAA) con nove organizzazioni, simili nella struttura e nel sistema di funzionamento, in Belgio, Germania, Italia, Giappone, Canada, Olanda, Austria, Svezia e Gran Bretagna. La Spagna aderì in un secondo tempo.
2013 – La Catena della Solidarietà si dotò di una nuova identità visiva. Per dare maggiore visibilità alla sua missione, ossia l’espressione della solidarietà della popolazione svizzera, la Catena della Solidarietà aggiunse al suo nome la dicitura «La Svizzera solidale».
2019 – La Catena della Solidarietà dedicò la sua 250ª raccolta fondi alle donne, vittime di crisi dimenticate.
2020 – In risposta alla pandemia, che ha totalmente stravolto il mondo, la Catena della Solidarietà ha lanciato una campagna di raccolta fondi. Per la colletta Coronavirus Svizzera, sono stati raccolti complessivamente 43’457’744 franchi.
2022 – Nel marzo 2022 la popolazione Svizzera ha nuovamente dimostrato la loro straordinaria solidarietà, donando 130 milioni di franchi a favore delle vittime della guerra in Ucraina.

## Progetti
In collaborazione con la Società svizzera di radiotelevisione (SRG SSR) e con i media privati, beneficiando del sostegno speciale e della copertura mediatica offerta dalla radio e dalla televisione, la Catena della Solidarietà raccoglie fondi per progetti di aiuto umanitario. Il denaro donato serve a finanziare progetti di aiuto messi in atto da organizzazioni umanitarie svizzere esperte nel campo dell’aiuto immediato, della riabilitazione e della ricostruzione sostenibile.
Gran parte dei progetti si dedica alla ricostruzione in seguito a terremoti, cicloni o altre catastrofi naturali. La Catena della Solidarietà raccoglie fondi anche a favore delle vittime di guerre e conflitti e si impegna per il benessere dei bambini.
In Svizzera, la Catena della Solidarietà collabora con partner locali quando il sistema sociale presenta lacune e aiuta le persone in difficoltà, in particolare gli adolescenti e i giovani tra i 15 e i 25 anni che hanno bisogno di sostegno per completare il loro percorso di integrazione sociale e professionale.
Sono state istituite alcune commissioni di progetto speciali per esaminare, approvare e monitorare i progetti a lungo termine. Garantire il controllo dei progetti è essenziale per la Catena della Solidarietà, che pone l’accento in particolare sul senso di responsabilità e sulla trasparenza.

## Organi della Fondazione
Gli organi della Fondazione sono il Consiglio di fondazione – l’organo supremo – con al massimo 14 membri, la o il presidente della Fondazione, il Comitato della Catena della Solidarietà, con cinque membri, la Commissione di gestione finanziaria (COGEFI), le Commissioni dei progetti (COPRO Internazionale e COPRO Svizzera), la Commissione di accreditamento, la Direzione della Catena della Solidarietà e l’organo di revisione.

## Consiglio di fondazione
Il Consiglio di fondazione si compone al massimo di 14 membri, rappresentanti per metà della SRG SSR e per l’altra metà delle organizzazioni umanitarie partner della Catena della Solidarietà e/o dell’aiuto umanitario.
Il Comitato del Consiglio di fondazione, formato da cinque rappresentanti, supervisiona e controlla la gestione della Direzione della Catena della Solidarietà e la sostiene nella sua attività. La Direttrice, il Presidente della Commissione di gestione finanziaria, la Presidente della Commissione dei progetti Svizzera e il Presidente della Commissione dei progetti Internazionali siedono con voto consultivo in seno al Consiglio di fondazione e al Comitato.

## Commissione dei progetti
La Commissione si compone di esperti indipendenti del settore dell’aiuto umanitario, di rappresentanti delle organizzazioni umanitarie partner e della Direzione della Catena della Solidarietà. Questi specialisti coprono tutti gli ambiti specifici rilevanti (salute, costruzione, acqua e igiene, protezione dell’infanzia ed economia). La Commissione dei progetti è presieduta da una persona con uno statuto indipendente. I progetti vengono dapprima esaminati con attenzione, quindi discussi in modo approfondito nell’ambito di una riunione della Commissione. La decisione di finanziamento spetta alla Commissione decisionale, facente parte della Commissione dei progetti.

## Raccolte fondi record
Dalla creazione della Fondazione Catena della Solidarietà nel 1983 ad oggi sono state raccolte donazioni per oltre due miliardi di franchi. Tra le dieci collette più importanti, due erano dedicate a catastrofi naturali, due a guerre  all’estero e tre a eventi di maltempo in Svizzera.
1. Maremoto in Asia (tsunami), dicembre 2004: 227,7 milioni di franchi
2. Guerra in Ucraina, marzo 2022: 130,6 milioni di franchi
3. Intemperie in Svizzera (Vallese, Gondo eTicino), ottobre 2000: 74,2 milioni di franchi
4. Terremoto ad Haiti, gennaio 2010: 66,2 milioni di franchi
5. Vittime della guerra in Kosovo, aprile 1999: 49,5 milioni di franchi
6. Intemperie in Svizzera (Svizzera centrale, Oberland bernese e Grigioni), agosto 2005: 49,5 milioni di franchi
7. Coronavirus in Svizzera, aprile 2020: 44,3 milioni di franchi
8. Tifone Haiyan nelle Filippine, novembre 2013: 42,3 milioni di franchi
9. Inondazioni in Pakistan / Asia, agosto 2010: 42,1 milioni di franchi
10. Intemperie in Svizzera, agosto 1987: 40,6 milioni di franchi

Dal 2009 al 2018, ogni anno in dicembre la SRG SSR e la Catena della Solidarietà hanno organizzato l’azione di raccolta fondi «Jeder Rappen zählt – JRZ» (Ogni centesimo conta, Coeur à Coeur).

## Raccolte fondi straordinarie
1. 1946: Grazie alla generosità delle radioascoltatrici e dei radioascoltatori, gli orfani di guerra inglesi vengono invitati a trascorrere le vacanze in Svizzera.
2. 1947: La prima raccolta fondi a livello nazionale venne realizzata a sostegno dei soldati intossicati dall’olio di raffreddamento delle mitragliatrici. Usato per errore in cucina, provocò disturbi in un centinaio di persone, con conseguenze permanenti gravi, fino alla paralisi delle gambe.
3. 1948: Raccolta di cioccolato per le persone anziane
4. 1948: La Catena della Solidarietà raccoglie vecchi cappelli di feltro con i quali i malati e i convalescenti confezionano pantofole. L’obiettivo del progetto è di «dare ai pazienti il coraggio di continuare a vivere e la forza di guarire attraverso il lavoro e offrire loro un’opportunità di guadagno».
5. 1951: Raccolta di lana a favore delle persone che soffrono per il freddo.
6. 1975: L’azione Air Bonheur permette ai pensionati senza risorse di trascorrere una settimana di vacanza a Mallorca[5].

## Organizzazioni partner svizzere
La Catena della Solidarietà non è direttamente operativa sul campo, bensì collabora all’estero con 25 organizzazioni umanitarie Ente avventista di soccorso e di sviluppo (ADRA), Medici senza Frontiere Svizzera (MSF), Pont, [Caritas Svizzera, CBM Missioni cristiane per i ciechi nel mondo, Movimento cristiano per la pace (CDF), Enfants du Monde (EDM), Fondation Hirondelle, Aiuto delle chiese evangeliche svizzere (HEKS), Medair, Iamaneh Svizzera, Médecins du Monde, Save the Children, Croce Rossa Svizzera (CRS), Solidar Suisse, SOS Villaggi dei Bambini, Fondazione Villaggio Pestalozzi per bambini, Swissaid, Terre des hommes – Aiuto all’infanzia nel mondo, Terre des Hommes Schweiz, Terre des Hommes Suisse, Veterinari senza frontiere Svizzera (VSF) e Vivamos Mejor.

## Riconoscimenti
Nel 1999 la Catena della Solidarietà è stata insignita del Premio Internazionale per i Diritti dell’Uomo quale riconoscimento del suo lavoro umanitario, in particolare per l’aiuto fornito in Kosovo.

## Ambasciatrici e ambasciatori SRG SSR della Catena della Solidarietà
Per molti anni, la trasmissione «Glückskette aktuell» ha fatto parte del palinsesto domenicale di SRF 1: Roland Jeanneret e in seguito Ladina Spiess, le voci di allora della Catena della Solidarietà per la Svizzera tedesca, raccontavano come venivano usate le donazioni, talvolta in diretta dalle zone disastrate. Dal 2018, il ruolo di ambasciatore SRF per la Catena della Solidarietà viene ricoperto da Dani Fohrler. Nelle sue trasmissioni, Jean-Marc Richard – ambasciatore per la Svizzera romanda – cita spesso la Catena della Solidarietà e le sue attività. Nella Svizzera italiana, la voce degli appelli alle donazioni sulle onde della RSI è quella di Carla Norghauer. Nei Grigioni, questo compito presso la RTR è affidato a Claudia Cathomen.